# Гуидо (Тоскана)
Вижте пояснителната страница за други личности с името Гуидо.
Гвидо или Видо (Guido, Wido, † 929) e през 915 – 929 г. граф и херцог на Лука и маркграф на Тоскана.

## Биография
Той произлиза от фамилията Дом Бонифаций и е най-големият син на Адалберт II Богатия († 915) и Берта от Лотарингия (* 863; † 8 март 925), извънбрачна дъщеря на крал Лотар II от Каролингите, вдовица на Теотбалд от Арл.
Гуидо наследява баща си на 10 или 19 септември 915 г. и става граф и херцог на Лука и маркграф на Тоскана под регентството на неговата майка Берта. Той попада през 916 г. в плен в Мантуа до 920 г.
През 926 г. Гуидо се жени за Марозия, „senatrix et patricia Romanorum“ († 932/937), дъщеря на граф Теофилакт I от Тускулум и Теодора I. Той е нейният втори съпруг. Двамата имат дъщеря Теодора (или Берта) също вероятно още други едно или две деца, за които няма сведения.
Гуидо умира през 929 г. и понеже няма син е последван от неговия роден брат Ламберт († 932). Неговата вдовица се жени през 932 г. за трети път за неговия полубрат Хуго I, крал на Италия.